# Devade libanica
Devade libanica là một loài nhện trong họ Dictynidae.
Loài này thuộc chi Devade. Devade libanica được J. Denis miêu tả năm 1955.